# Формосо (Канзас)
Формосо (енгл. Formoso) град је у америчкој савезној држави Канзас.

## Демографија
По попису из 2010. године број становника је 93, што је 36 (-27,9%) становника мање него 2000. године.
| Група             | 2000.       | 2010.      |
| Белци             | 126 (97,7%) | 91 (97,8%) |
| Афроамериканци    | 0 (0,0%)    | 0 (0,0%)   |
| Азијати           | 0 (0,0%)    | 0 (0,0%)   |
| Хиспаноамериканци | 2 (1,6%)    | 1 (1,1%)   |
| Укупно            | 129         | 93         |